# Método das transformadas de Laplace para resolver equações diferencais
Uma equação diferencial ordinária é uma equação que envolve uma função de uma variável e suas derivadas {\displaystyle {\dot {f}}(x),} {\displaystyle {\ddot {f}}(x),} ... {\displaystyle f^{(n)}(x).} Equações diferenciais são geralmente complementadas com condições iniciais e são assim chamada problemas de valor inicial. A transformada de Laplace fornece uma metodologia para resolver e analisar problemas envolvendo equações diferenciais ordinárias.  O método consiste em utilizar a transformada de Laplace para converter a equação diferencial em um problema de menor complexidade, através das propriedades da transformada de Laplace. Tipicamente, uma equação linear de coeficientes constantes é transformada em equação algébrica, na qual deve-se basicamente isolar a incógnita obtida e recuperar a solução da equação original via transformada inversa de Laplace.
Deve-se ter em mente que, para a aplicação da transformada de Laplace em equações diferenciais, é necessário que exista sensibilidade, ou conhecimento, sobre suas diversas propriedades.

## Equações diferenciais ordinárias
A transformada de Laplace é é definida como:
{\displaystyle {\mathcal {L}}\{f(t)\}\ {\overset {\underset {\mathrm {def} }{}}{=}}\lim _{\ \ \alpha \to 0^{+}}\int _{\alpha }^{\infty }f(t)\ e^{-st}\ \operatorname {d} \!t} 
Assim definida, a transformada de Laplace tem várias propriedades, em especial, a propriedade da derivada e da integral, essas propriedades podem ser descritas como:
A transformada da equação diferencial será outra equação diferencial para a função {\displaystyle Y,} de ordem igual ao maior grau dos coeficientes da equação original. Em alguns casos a equação diferencial obtida resulta ser mais fácil de resolver do que a equação original.  A transformada de Laplace {\displaystyle Y} e as suas derivadas deverão ser funções assimptoticamente decrescentes; esta propriedade das transformadas de Laplace impõe condições fronteira para a equação diferencial obtida.

## Equações diferenciais ordinárias com coeficientes constantes
1. Consideremos a equação {\displaystyle 3{\ddot {y}}-12{\dot {y}}+12y=4\mathrm {e} ^{2x}\mathrm {sen} \ (2x).}
2. Transformando os dois lados da equação e usando a propriedade de linearidade, obtém-se {\displaystyle 3{\mathcal {L}}\{{\ddot {y}}\}-12{\mathcal {L}}\{{\dot {y}}\}+12{\mathcal {L}}\{y\}=4{\mathcal {L}}\{\mathrm {e} ^{2x}\mathrm {sen} \,(2x)\}.}
3. Cada um dos termos pode ser calculado usando as propriedades da transformada de Laplace, {\displaystyle {\begin{aligned}&{\mathcal {L}}\{y\}=Y(s)\\&{\mathcal {L}}\{{\dot {y}}\}=sY(s)-y(0)\\&{\mathcal {L}}\{{\ddot {y}}\}=s^{2}Y(s)-sy(0)-{\dot {y}}(0)\\&{\mathcal {L}}\{e^{2x}\mathrm {sen} \,(2x)\}={\frac {2}{(s-2)^{2}+4}}\end{aligned}}.}
4. A transformada da equação diferencial é {\displaystyle 3{\Bigl (}s^{2}Y-y(0)s-{\dot {y}}(0){\Bigr )}-12{\Bigl (}sY-y(0){\Bigr )}+12Y={\frac {8}{(s-2)^{2}+4}}.}
5. Esta equação é uma equação algébrica que pode ser facilmente simplificada, conduzindo à função {\displaystyle Y:} {\displaystyle Y(s)={\frac {3y(0)s+3{\dot {y}}(0)-3y(0)}{3s^{2}-12s+12}}+{\frac {8}{{\Bigl (}(s-2)^{2}+4{\Bigr )}(3s^{2}-12s+12)}}}
6. A solução da EDO é a transformada inversa da função {\displaystyle Y.}
7. Usando a expansão em frações parciais: {\displaystyle Y={\frac {A}{s-2}}+{\frac {B}{(s-2)^{2}}}+{\frac {2C}{(s-2)^{2}+4}}+{\frac {D(s-2)}{(s-2)^{2}+4}}.}
8. Onde {\displaystyle A,} {\displaystyle B,} {\displaystyle C} e {\displaystyle D} são constantes que podem ser calculadas comparando as duas últimas equações, {\displaystyle {\begin{aligned}&A=y(0)\\&B={\dot {y}}(0)-2y(0)+{\frac {2}{3}}\\&C=-{\frac {1}{3}}\\&D=0\end{aligned}}.}
9. A transformada inversa de cada uma das frações parciais é facilmente identificada, usando as transformadas calculadas em seções anteriores.
10. Assim, tem-se que {\displaystyle y(t)=y(0)e^{2t}-2ty(0)e^{2t}+t{\dot {y}}(0)e^{2t}+{\frac {2te^{2t}}{3}}-{\frac {e^{2t}\mathrm {sen} \,(2t)}{3}}.}

## Equações diferenciais ordinárias com coeficientes variáveis
1. Temos o seguinte problema do valor inicial: {\displaystyle {\begin{cases}t{\ddot {y}}+{\dot {y}}+9ty(t)=0\\y(0)=5\end{cases}}.}
2. Primeiramente aplicamos a transformada de Laplace, {\displaystyle {\mathcal {L}}\{ty''(t)\}+{\mathcal {L}}\{y'(t)\}+{\mathcal {L}}\{ty(t)\}={\mathcal {L}}\{0\}.}
3. Podemos aplicar as fórmulas obtidas a cima, ou ainda, utilizarmos a propriedade da derivada da transformada seguido da transformada da derivada. Assim, após substituirmos as condições de contorno, tem-se que {\displaystyle -{\operatorname {d} \! \over \operatorname {d} \!s}{\bigl (}s^{2}Y(s)-5s{\bigr )}+{\bigl (}sY(s)-5{\bigr )}-9{\operatorname {d} \! \over \operatorname {d} \!s}Y(s)=0.}
4. Agora derivamos e separamos as variáveis, {\displaystyle -s^{2}Y'(s)-2sY(s)+sY(s)-9Y'(s)=0.}
5. Isto é, {\displaystyle {\frac {Y'(s)}{Y(s)}}=-{\frac {s}{s^{2}+9}}.}
6. Integramos ambos os lados e manipulamos a equação de forma a obtermos, {\displaystyle Y(s)={\frac {\mathbb {k} }{\sqrt {s^{2}+9}}}.}
7. Agora com o auxilio da tabela das transformadas inversas e utilizando o condição de contorno {\displaystyle y(0)=5}, obtemos a função {\displaystyle y(t)=5{\text{J}}_{0}(3t).}

## Sistema linear de equações diferenciais ordinárias
1. Para exemplificar, vamos resolver o seguinte problema de valor inicial, {\displaystyle {\begin{cases}{\dot {y}}=x\\{\dot {x}}=y\end{cases}}\ {\begin{cases}y(0)=1\\x(0)=0\end{cases}}.}
2. Aplicamos a Transformada de Laplace em cada uma das equações, {\displaystyle {\begin{aligned}sY(s)-y(0)=X(s)\\sX(s)-x(0)=Y(s)\end{aligned}}.}
3. Onde usamos a propriedade da derivada e a notação{\displaystyle {\begin{aligned}Y(s)=&{\mathcal {L}}\{y(t)\}\end{aligned}}} e {\displaystyle {\begin{aligned}X(s)=&{\mathcal {L}}\{x(t)\}\end{aligned}}.}
4. Substituímos as condições iniciais para obter o seguinte sistema de equações algébricas {\displaystyle {\begin{aligned}-X(s)+sY(s)=1\\sX(s)-Y(s)=0\end{aligned}}\ \ {\begin{aligned}(1)\\(2)\end{aligned}}.}
5. Multiplicamos a equação {\displaystyle (1)} por {\displaystyle s,} {\displaystyle -sX(s)+s^{2}Y(s)=s,} e somamos com a equação {\displaystyle (2)} para obter {\displaystyle (s^{2}-1)Y(s)=s.}
6. Portanto, {\displaystyle Y(s)={\frac {s}{s^{2}-1}}.}
7. Resolvemos {\displaystyle X(s)} usando a equação {\displaystyle (2):} {\displaystyle X(s)={\frac {Y(s)}{s}}={\frac {1}{s^{2}-1}}.}
8. As transformadas inversas de {\displaystyle Y(s)} e {\displaystyle X(s)}são {\displaystyle {\begin{aligned}y(t)=\cosh(t)\\x(t)=\mathrm {senh} \,(t)\end{aligned}}.}

## Algumas aplicações

### Circuito de duas malhas
Considere o circuito da Figura 1 ao lado, constituído de duas malhas com correntes {\displaystyle i_{1}} e {\displaystyle i_{2},} respectivamente. Vamos modelar {\displaystyle i_{1}} e {\displaystyle i_{2}} considerando {\displaystyle i_{1}(0)=0} e  {\displaystyle i_{2}(0)=0.}
Usando a Lei de Kirchoff para obter {\displaystyle {\begin{cases}{di_{1}(t) \over dt}+5i_{1}(t)+40i(t)=110\ \ \ \ \ \ \ (1)\\2{di_{2}(t) \over dt}+10i_{2}(t)+40i(t)=110\ \ \ (2)\end{cases}}.}
Com {\displaystyle i(t)=i_{1}(t)+i_{2}(t),} temos {\displaystyle {\begin{cases}{di_{1}(t) \over dt}+45i_{1}(t)+40i_{2}(t)=110\ \ \ (1)\\{di_{2}(t) \over dt}+20i_{2}(t)+25i_{2}(t)=55\ \ \ \ \ (2)\end{cases}}.}
Aplicamos a Transformada de Laplace e obtemos{\displaystyle {\begin{cases}sI_{1}(s)-i_{1}(0)+45I_{1}(s)+40I_{2}(s)={\frac {110}{s}}\ \ \ \ (1)\\sI_{2}(s)-i_{2}(0)+20I_{1}(s)+25I_{2}(s)={\frac {55}{s}}\ \ \ \ \ (2)\end{cases}}}
ou seja, {\displaystyle {\begin{cases}(s+45)I_{1}(s)+40I_{2}(s)={\frac {110}{s}}\ \ \ \ (1)\\20I_{1}(s)+(s+25)I_{2}(s)={\frac {55}{s}}\ \ \ \ \ \ (2)\end{cases}}}
ou, ainda, {\displaystyle {\begin{bmatrix}(s+45)&40\\20&(s+25)\end{bmatrix}}{\begin{bmatrix}I_{1}(s)\\I_{2}(s)\end{bmatrix}}={\begin{bmatrix}{\frac {110}{s}}\\{\frac {55}{s}}\end{bmatrix}}.}
A solução desse sistema é dada por {\displaystyle {\begin{bmatrix}I_{1}(s)\\I_{2}(s)\end{bmatrix}}={\frac {1}{(s+25)(s+45)-800}}{\begin{bmatrix}(s+25)&-40\\-20&(s+45)\end{bmatrix}}{\begin{bmatrix}{\tfrac {110}{s}}\\{\tfrac {55}{s}}\end{bmatrix}}.}
Portanto, {\displaystyle {\begin{cases}I_{1}(s)={\frac {1}{s^{2}+70s+325}}{\biggl (}{\frac {110}{s}}(s+25)-{\frac {2200}{s}}{\biggr )}={\frac {1}{(s+5)(s+65)}}{\biggl (}110+{\frac {550}{s}}{\biggr )}\\I_{2}(s)={\frac {1}{s^{2}+70s+325}}{\biggl (}-{\frac {2200}{s}}+{\frac {55}{s}}(s+45){\biggr )}={\frac {1}{(s+5)(s+65)}}{\biggl (}55+{\frac {275}{s}}{\biggr )}\end{cases}}.}
Aqui percebemos que {\displaystyle I_{1}(s)=2I_{2}(s)} e, assim, vamos calcular apenas {\displaystyle I_{2}(s):} {\displaystyle I_{2}(s)={\frac {1}{(s+5)(s+65)}}{\biggl (}{\frac {55s+275}{s}}{\biggr )}={\frac {55}{s(s+65)}}.}
Logo, {\displaystyle i_{2}(t)={\frac {55}{65}}(1-e^{-65t})={\frac {11}{13}}(1-e^{-65t}).}
Como {\displaystyle i_{1}(t)=2i_{2}(t),} {\displaystyle i_{1}(t)={\frac {22}{13}}(1-e^{-65t}).}

### Oscilador harmônico
Em um sistema massa-mola, a mola elástica, que obedece a Lei de Hooke e tem constante {\displaystyle k}, possui uma de suas extremidades fixa e a outra presa à um corpo de massa {\displaystyle m}. Considerando que o corpo está sujeito a uma força de atrito proporcional a velocidade com constante de amortecimento {\displaystyle \gamma ,} que a segunda Lei de Newton descreve o movimento do corpo e {\displaystyle y(t)} o deslocamento em função do tempo, teremos que a aceleração é descrita por {\displaystyle a={\ddot {y}}(t)} e as forças em função do seguinte somatório  {\displaystyle \sum _{k=1}^{i}f_{i}=-ky(t)-\gamma {\dot {y}}(t)+f_{e}(t),} sendo {\displaystyle f_{e}(t)} uma força externa atuante sob o sistema.
Aplicando essas informações na segunda Lei de Newton {\displaystyle \sum f_{i}=ma,} teremos {\displaystyle m{\ddot {y}}(t)=-ky(t)-\gamma {\dot {y}}(t)+f_{e}(t).}
Ou seja, a equação para o deslocamento em {\displaystyle y(t)} é dada por {\displaystyle m{\ddot {y}}(t)+\gamma {\dot {y}}(t)+ky(t)=f_{e}(t).}
Para o modelo ficar completo precisamos de condições iniciais {\displaystyle y(0)} e {\displaystyle {\dot {y}}(0).}
Agora, portanto, iremos usar o método de transformada de Laplace para resolver a equação, aplicando a transformada temos:
{\displaystyle m{\mathcal {L}}\{{\ddot {y}}(t)\}+\gamma {\mathcal {L}}\{{\dot {y}}(t)\}+k{\mathcal {L}}\{y(t)\}={\mathcal {L}}\{f_{e}(t)\}}
Aplicando a propriedade da transformada de Laplace da derivada, teremos {\displaystyle m{\Bigl (}s^{2}{\begin{aligned}&{\mathcal {L}}\{y(t)\}\end{aligned}}-sy(0)-{\dot {y}}(0){\Bigr )}+\gamma \ {\Bigl (}s{\begin{aligned}&{\mathcal {L}}\{y(t)\}\end{aligned}}-y(0){\Bigr )}+k{\begin{aligned}&{\mathcal {L}}\{y(t)\}\end{aligned}}={\begin{aligned}&{\mathcal {L}}\{f_{e}(t)\}\end{aligned}}.}
Sabendo que {\displaystyle F_{e}(s)={\begin{aligned}&{\mathcal {L}}\{f_{e}(t)\}\end{aligned}}} e {\displaystyle Y(s)={\begin{aligned}&{\mathcal {L}}\{y(t)\}\end{aligned}}}e impondo as condições inicias: 
{\displaystyle Y(s)={\dfrac {{\mathcal {L}}\{f_{e}(t)\}+\gamma y(0)+my(0)s+m{\dot {y}}(0)}{ms^{2}+\gamma s+k}}.}
A solução do problema pode ser representado por {\displaystyle y(t)={\mathcal {L}}^{-1}\{Y(s)\}.}
O sistema Oscilador Harmônico pode ser classificado em seis casos:
1. Oscilador Harmônico Forçado: caso em que  {\displaystyle f_{e}(t)\neq 0,} ou seja, {\displaystyle F_{e}(s)\neq 0.}
2. Oscilador Harmônico Livre: caso em que {\displaystyle f_{e}(t)=0,} isso implica que {\displaystyle F_{e}(s)=0.}
3. Oscilador Harmônico Subamortecido: caso em que {\displaystyle \gamma ^{2}-4mk<0} e {\displaystyle F_{e}(s)=0.} Dessa forma, as soluções são todas do tipo senos ou cossenos multiplicados por exponenciais.
4. Oscilador Harmônico Superamortecido: caso em que {\displaystyle \gamma ^{2}-4mk>0} e {\displaystyle F_{e}(s)=0.} Dessa forma, as soluções são todas do tipo senos ou cossenos hiperbólicos multiplicados por exponenciais, ou seja, são exponenciais puras.
5. Oscilador Harmônico Criticamente Amortecido: caso em que {\displaystyle \gamma ^{2}-4mk=0}e {\displaystyle F_{e}(s)=0.} Dessa forma, as soluções são do tipo exponenciais multiplicadas por polinômios.
6. Oscilador Harmônico Não Amortecido: caso em que {\displaystyle \gamma =0} e {\displaystyle F_{e}(s)=0.} Dessa forma, as soluções são do tipo senos e cossenos puros.

### Duplo Sistema Massa-Mola
Considere um sistema massa-mola duplo, onde as molas possuem constantes {\displaystyle k_{1}}e {\displaystyle k_{2}}e as massas envolvidas são {\displaystyle m_{1}}e {\displaystyle m_{2}}. Desconsiderando o amortecimento, temos o seguinte sistema:
{\displaystyle {\begin{cases}m_{1}{\ddot {x}}_{1}(t)=-k_{1}x_{1}(t)+k_{2}[x_{2}(t)-x_{1}(t)]+f_{1}(t)\\m_{2}{\ddot {x}}_{2}(t)=-k_{2}[x_{2}(t)-x_{1}(t)]+f_{2}(t)\end{cases}}}.
Onde {\displaystyle x_{1}}{\displaystyle x_{2}}representam o deslocamento de cada uma das massas e {\displaystyle f_{1}}e {\displaystyle f_{2}}são as forças externas aplicadas. Usando a Transformada de Laplace, temos:
{\displaystyle {\begin{cases}m_{1}(s^{2}X_{1}(s)-{\dot {x}}_{1}(0)-sx_{1}(0))=-(k_{1}+k_{2})X_{1}(s)+k_{2}X_{2}(s)+F_{1}\\m_{2}(s^{2}X_{2}(s)-{\dot {x}}_{2}(0)-sx_{2}(0))=-k_{2}X_{2}(s)+k_{2}X_{1}(s)+F_{2}(s)\end{cases}}}.
Isto é:
{\displaystyle {\begin{cases}(m_{1}s^{2}+k_{1}+k_{2})X_{1}(s)-k_{2}X_{2}(s)=F_{1}(s)+m_{1}{\dot {x}}_{1}(0)+sm_{1}x_{1}(0)\\-k_{2}X_{1}(s)+(m_{2}s^{2}+k_{2})X_{2}(s)=F_{2}(s)+m_{2}{\dot {x}}_{2}(0)+sm_{2}x_{2}(0)\end{cases}}}.
A representação matricial do sistema é:
{\displaystyle {\begin{bmatrix}m_{1}s^{2}+k_{1}+k_{2}&-k_{2}\\-k_{2}&m_{2}s^{2}+k_{2}\\\end{bmatrix}}{\begin{bmatrix}X_{1}(s)\\X_{2}(s)\end{bmatrix}}={\begin{bmatrix}F_{1}(s)+m_{1}{\dot {x}}_{1}(0)+sm_{1}x_{1}(0)\\F_{2}(s)+m_{1}{\dot {x}}_{2}(0)+sm_{2}x_{2}(0)\end{bmatrix}}},
e sua solução pode ser escrita como:
{\displaystyle {\begin{bmatrix}X_{1}(s)\\X_{2}(s)\end{bmatrix}}={1 \over \ P(s)}{\begin{bmatrix}m_{2}s^{2}+k_{2}&k_{2}\\k_{2}&m_{1}s^{2}+k_{1}+k_{2}\end{bmatrix}}{\begin{bmatrix}F1(s)+m_{1}{\dot {x}}_{1}(0)+sm_{1}x_{1}(0)\\F2(s)+m_{2}{\dot {x}}_{2}(0)+sm_{2}x_{2}(0)\end{bmatrix}}\quad (\alpha )},
onde {\displaystyle P(s)=m_{1}m_{2}s^{4}+(m_{1}k_{2}+m_{2}K_{1}+m_{2}k_{2})s^{2}+k_{1}k_{2}}.
Vamos resolver um caso particular onde {\displaystyle m_{1}=m_{2}=1}, {\displaystyle f_{1}=f_{2}=0}, {\displaystyle k_{1}=6}e {\displaystyle k_{2}=4}.
Temos o seguinte sistema massa-mola duplo:
{\displaystyle {\begin{cases}{\dot {x}}_{1}(t)=-6x_{1}(t)+4[x_{2}(t)-x_{1}(t)]\\{\dot {x}}_{2}(t)=-4[x_{2}(t)-x_{1}(t)]\end{cases}}}.
Usando a equação {\displaystyle (\alpha )}, temos:
{\displaystyle {\begin{bmatrix}X_{1}(s)\\X_{2}(s)\end{bmatrix}}={1 \over \ s^{4}+14s^{2}+24}{\begin{bmatrix}s^{4}+4&4\\4&s^{2}+10\end{bmatrix}}{\begin{bmatrix}{\dot {x}}_{1}(0)+sx_{1}(0)\\{\dot {x}}_{2}(0)+sx_{2}(0)\end{bmatrix}}}.
Para completar o sistema, impomos as seguintes condições iniciais: {\displaystyle x_{1}(0)=x_{2}(0)=0}, {\displaystyle {\dot {x}}_{1}(0)=1}e{\displaystyle {\dot {x}}_{2}(0)=-1}.
{\displaystyle {\begin{bmatrix}X_{1}(s)\\X_{2}(s)\end{bmatrix}}={1 \over \ s^{4}+14s^{2}+24}{\begin{bmatrix}s^{4}+4&4\\4&s^{2}+10\end{bmatrix}}{\begin{bmatrix}1\\-1\end{bmatrix}}}.
Logo,
{\displaystyle X(s)={1 \over \ s^{4}+14s^{2}+24}(s^{2}+4-4)={s^{2} \over \ s^{4}+14s^{2}+24}},
e
{\displaystyle X(s)={1 \over \ s^{4}+14s^{2}+24}(4-s^{2}-10)={-s^{2}-6 \over \ s^{4}+14s^{2}+24}}.
Usamos frações parciais para escrever:
{\displaystyle {s^{2} \over \ s^{4}+14s^{2}+24}={s^{2} \over \ (s^{2}+2)(s^{2}+12)}={A \over \ (s^{2}+2)}+{B \over \ (s^{2}+12)}}
{\displaystyle ={A(s^{2}+12)+B(s^{2}+2) \over \ (s^{2}+2)(s^{2}+12)}}
{\displaystyle ={(A+B)s^{2}+12A+2B \over \ (s^{2}+2)(s^{2}+12)}},
ou seja, {\displaystyle A+B=1}e {\displaystyle 12A+2B=0}
Logo, {\displaystyle B=-6A}e {\displaystyle A-6A=1}, então {\displaystyle A=-{1 \over 5}}e {\displaystyle B={6 \over \ 5}}.
Portanto,
{\displaystyle X(s)={1 \over 5}{\biggl (}{6 \over \ s^{2}+2}-{1 \over \ s^{2}+2}{\biggr )}={6 \over \ 5{\sqrt {12}}}{{\sqrt {12}} \over \ s^{2}+{\sqrt {12}}^{2}}-{1 \over \ 5{\sqrt {2}}}{{\sqrt {2}} \over \ s^{2}+{\sqrt {2}}^{2}}}

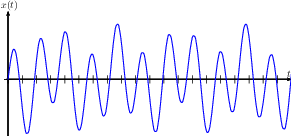
Deslocamento x(t) do sistema duplo massa mola.

e, calculando a transformada inversa, temos:
{\displaystyle x(t)={6 \over \ 5{\sqrt {12}}}\sin({\sqrt {12}}t)-{1 \over \ 5{\sqrt {12}}}\sin({\sqrt {2}}t)}
{\displaystyle \quad \quad ={{\sqrt {3}} \over \ 5}\sin(2{\sqrt {3}}t)-{{\sqrt {2}} \over \ 10}\sin({\sqrt {2}}t)}.

### Metabolismo de um medicamento
A utilização da Transformada de Laplace, neste caso, facilita a solução do problema, pois torna o sistema de equações diferenciais em equações algébricas.
A evolução da concentração de um medicamento na corrente sanguínea é dada pelo seguinte modelo:
{\displaystyle {\dot {c}}(t)+{\frac {1}{\xi }}c(t)=\Lambda (t)\qquad t>0}
Onde {\displaystyle c(t)} é a concentração do medicamento, {\displaystyle \Lambda (t)} é a dosagem e {\displaystyle \xi }  é a taxa em que o organismo metaboliza o medicamento.
Como as dosagens normalmente são ingeridas com uma periodicidade (período {\displaystyle T}) e são liberadas instantaneamente ({\displaystyle \delta (t-a)} ) na corrente sanguínea, pode-se escrever:
{\displaystyle {\begin{aligned}&sC(s)-c(0)+{\frac {1}{\xi }}C(s)=\Lambda _{o}\underbrace {(1+e^{-Ts}+e^{-2Ts}+e^{-3Ts}+...)} _{n\ vezes}\\&sC(s)-c(0)+{\frac {1}{\xi }}C(s)=\Lambda _{o}\sum _{n=0}^{n}e^{-nTs}\end{aligned}}}
{\displaystyle C(s)(s+{\frac {1}{\xi }})=\Lambda _{o}\sum _{n=0}^{n}e^{-nTs}}
{\displaystyle C(s)={\Lambda _{o} \over s+{\frac {1}{\xi }}}\sum _{n=0}^{n}e^{-nTs}}
Fazendo a Transformada de Laplace inversa:
{\displaystyle {\mathcal {L}}^{-1}\{C(s)\}=\Lambda _{o}\sum _{n=0}^{n}{\mathcal {L}}^{-1}{\begin{Bmatrix}{\frac {e^{-nTs}}{s+{\frac {1}{\xi }}}}\end{Bmatrix}}}
{\displaystyle c(t)=\Lambda _{o}\sum _{n=0}^{n}u(t-nT)\ e^{-{\frac {1}{\xi }}(t-nT)}}
Com {\displaystyle \Lambda _{o}=1}, {\displaystyle \xi =1} e {\displaystyle T=1,} pode-se construir o gráfico da concentração do medicamento no organismo.

### Reação química
Considerando o seguinte mecanismo simplificado de uma reação química:
{\displaystyle R\longrightarrow S\longrightarrow T}
onde as concentrações de R, S e T são dadas em {\displaystyle {\frac {mol}{L}}} por {\displaystyle x(t)}, {\displaystyle y(t)} e {\displaystyle z(t)}, e são regidas pelo seguinte sistema de equações diferenciais ordinárias:
{\displaystyle {\begin{cases}{\dot {x}}(t)=-\zeta x(t)\\{\dot {y}}(t)=\zeta x(t)-\sigma y(t)\\{\dot {z}}(t)=\sigma y(t)\end{cases}}}
e  {\displaystyle \zeta } e {\displaystyle \sigma } são constantes positivas. As concentrações iniciais são dadas por:
{\displaystyle {\begin{aligned}&x(0)=1\\&y(0)=z(0)=0\end{aligned}}}
Vamos obter a solução dada pelo sistema de funções acima através da Teoria das Transformadas de Laplace. Usando a propriedade da linearidade e a propriedade da derivada,, obtemos:
{\displaystyle sX(s)-x(0)=-\zeta X(s)}
{\displaystyle sY(s)-y(0)=-\zeta X(s)-\sigma Y(s)}
{\displaystyle sZ(s)-z(0)=\sigma Y(s)}
Da primeira equação temos:
{\displaystyle X(s)={\frac {x(0)}{s+\zeta }}}
Aplicando a Transformada Inversa de Laplace, obtemos:{\displaystyle x(t)={\begin{aligned}&{\mathcal {L^{-1}}}\{X(s)\}\end{aligned}}=x(0)\ e^{-\zeta t}}
Da segunda equação temos:
{\displaystyle Y(s)={\frac {-\zeta \ X(s)}{s+\sigma }}={\frac {-x(0)\zeta }{(s+\zeta )(s+\sigma )}}}
Aplicando a Transformada Inversa de Laplace, obtemos:
{\displaystyle y(t)={\begin{aligned}&{\mathcal {L^{-1}}}\{Y(s)\}\end{aligned}}={\frac {-x(0)\zeta }{\sigma -\zeta }}\ (e^{-\zeta t}-e^{-\sigma t})}
Da terceira equação temos:
{\displaystyle Z(s)={\frac {\sigma \ Y(s)}{s}}}
Aplicando a Transformada Inversa de Laplace e usando a propriedade da convolução, obtemos:
{\displaystyle {\begin{aligned}&z(t)={\mathcal {L^{-1}}}{\begin{Bmatrix}Z(s)\end{Bmatrix}}=\sigma {\mathcal {L^{-1}}}{\begin{Bmatrix}{\frac {Y(s)}{s}}\end{Bmatrix}}\\&z(t)=\sigma \int _{0}^{t}y(\tau )\operatorname {d} \!\tau =\sigma \int _{0}^{t}{\frac {-x(0)\zeta }{\sigma -\zeta }}\ (e^{-\zeta \tau }-e^{-\sigma \tau })\operatorname {d} \!\tau \\&z(t)={\frac {-x(0)\ \sigma \ \zeta }{\sigma -\zeta }}\ {\begin{pmatrix}{\frac {e^{-\zeta \ t}-1}{-\zeta }}-{\frac {e^{-\sigma \ t}-1}{-\sigma }}\end{pmatrix}}\end{aligned}}}
A figura ao lado, apresenta o gráfico com as soluções para o sistema de equações ordinárias.